# Photuris pensylvanicus
Photuris pensylvanicus là một loài bọ cánh cứng trong họ Đom đóm (Lampyridae). Loài này được De Geer miêu tả khoa học năm 1774.